# Adam Black
Adam Black (10 de febrero de 1784 - 24 de enero de 1874) fue un editor y político británico. Fundó la casa editorial A & C Black.
Black nació en Edimburgo, hijo de un constructor, recibió su educación en la Royal High School de Edimburgo. Después de trabajar como aprendiz de vendedor de libros en Edimburgo y Londres, comenzó su negocio propio en Edimburgo en 1808. Para 1826 fue reconocido como uno de los principales vendedores de libros de la ciudad; y pocos años después fusionó el negocio con el de su sobrino Charles.
Los dos eventos más importantes en conexión con la historia de la firma se trata de la publicación de la 7ª, 8ª y 9ª ediciones de la Enciclopedia Britannica, compró toda la existencia y los derechos de autor de las novelas de Sir Walter Scott. Los derechos de autor de la Encyclopaedoa pasaron a las manos de Adam Black y un grupo de amigos en 1827. En 1851 la firma compró los derechos de autor de las Waverley Novels por £27,000; y en la década de 1860, se convirtieron en propietarios de la obra de Thomas de Quincey.
Adam Black fue dos veces Lord Provost de Edimburgo, y representó a la ciudad en el parlamento de 1856 a 1865. Se retiró del negocio en 1865, y murió el 24 de enero de 1874. Lo sucedieron sus hijos, quienes trasladaron el negocio a Londres en 1895. Hay una estatua de bronce de Adam Black al este de los Jardines de Princes Street, en Edimburgo.